# Christoph Moufang

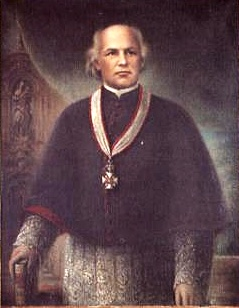
Christoph Moufang als Mainzer Domkapitular (porträtiert auf einem Ölgemälde um 1870 – Bestand des Mainzer Priesterseminars)

Franz Christoph Ignaz Moufang (* 17. Februar 1817 in Mainz, Großherzogtum Hessen-Darmstadt; † 27. Februar 1890 in Mainz, Großherzogtum Hessen-Darmstadt) war ein römisch-katholischer Theologe, Politiker, Verfasser theologischer Schriften, Regens des Mainzer Priesterseminars und Verweser (Kapitularvikar) des Mainzer Bistums.

## Herkunft und Familie

Christoph Moufang auf einer Photographie von L. Haase & Co., Berlin um 1874

Christoph Moufang ist der Sohn des Wilhelm Moufang (1779–1845), Kaufmann in Mainz, und seiner Ehefrau Katharina Wilhelmine, einer Tochter des Kaufmanns Nikolaus Lennig. Zu Christoph Moufangs bekannteren Verwandten zählen sein Onkel Friedrich Lennig und Adam Franz Lennig, sein Neffe, der Religionshistoriker und Indologe Edmund Georg Nicolaus Hardy und seine Nichte Katharina Wilhelmine Moufang, die mit dem Reichstagsabgeordneten Nicola Racke verheiratet war. Weiter zu nennen sind sein Neffe, der Heidelberger Rechtsanwalt Wilhelm Moufang, der Vater seiner Großneffen Nicola Moufang, Eugen Moufang, Franz Moufang, Wilhelm Moufang und die Enkel seines Großneffen Franz Moufang, Alexis Grammatidis, promovierter Zahnarzt und Kieferorthopäde, der Komponist und Klangkünstler David Moufang, Gabriel Grammatidis, diplomierter Kaufmann, Systementwickler und internationaler Referent.

## Leben und Wirken

### Ausbildung und Priesterweihe
Christoph Moufang studierte in Mainz, Bonn, München und Gießen Medizin und Theologie und wurde am 19. Dezember 1839 in Mainz zum Priester geweiht. Nach mehreren Stellen im Bistum Mainz wurde er 1851 von Bischof Wilhelm Emmanuel von Ketteler zum Regens des neu gegründeten Mainzer Priesterseminars berufen.

#### Donation durch testamentarische Verfügung an das Priesterseminar
In diese Jahre fiel eine der bedeutendsten Zuwendungen durch Erbschaft an das Bistum Mainz. Durch testamentarische Verfügung vermachte Johann Friedrich Heinrich Schlosser, auch Fritz genannt, seine 35.000  Bände umfassende Bibliothek dem Mainzer Priesterseminar. Während der Dauer der Berufung Christoph Moufangs zum Regens des Priesterseminares stand auch die bedeutende, nun wesentlich erweiterte, Bibliothek des Seminars in Moufangs Obhut.

#### Bistumsverweser während der Sedisvakanz
Nach dem Tod Bischof von Kettelers wurde Moufang am 13. Juli 1877 vom Domkapitel zum Bischof gewählt; doch wurde die Wahl von der großherzoglich-hessischen Regierung nicht bestätigt und er daher nicht zum Bischof geweiht. Aus diesem Grund führte er das Bistum als Kapitularvikar durch die Sedisvakanz während der Zeit des Kulturkampfs bis zur Weihe Bischof Haffners im Jahr 1886, anschließend nahm er seine Aufgabe als Regens des Priesterseminars wieder auf.
Moufang gehörte, wie sein Onkel Adam Franz Lennig, zu den Initiatoren der deutschen Katholikentage, der erste fand 1848 in Mainz statt. Im Jahr 1868 wurde Moufang von Papst Pius IX. in die Kommission zur Vorbereitung des Ersten Vatikanischen Konzils (1869–1870) berufen.

#### Neben dem Kirchenamt beständiger Einsatz in Politik und Sozialer Frage
Neben seinem Kirchenamt nahm Moufang, wie viele andere Kirchenfürsten seiner Zeit, ebenso wie sein Vorgänger, aktiven Anteil am politischen Geschehen. Moufang gründete 1862 die Zentrumspartei Hessen. Er vertrat Bischof Wilhelm Emmanuel von Ketteler von 1862 bis 1877 in der ersten Kammer der Landstände des Großherzogtums Hessen und gehörte von 1871 bis 1890 der Zentrumsfraktion im Deutschen Reichstag an. In dieser Zeit vertrat er von 1871 bis 1873 den Wahlkreis Regierungsbezirk Koblenz 5 (Mayen – Ahrweiler), von 1874 bis 1881 den Wahlkreis Großherzogtum Hessen 9 (Mainz) und von 1881 bis 1890 den Wahlkreis Köln 6 (Mülheim am Rhein – Wipperfürth – Gummersbach). Moufang thematisierte schon früh die „Soziale Frage“ und stellte Überlegungen hierzu an, die sich später auch in den Theorien der Sozialen Marktwirtschaft wieder fanden.
Er war Ehrenmitglied der katholischen Studentenverbindung KDStV Bavaria Bonn im CV.
Christoph Moufang wurde auf dem Hauptfriedhof Mainz beigesetzt.

## Schriften
Hauptwerk
- Die Mainzer Katechismen von Erfindung der Buchdruckerkunst bis zum Ende des 18. Jahrhunderts. (Mainz, 1878).
- Katholische Katechismen des 16. Jahrhunderts in deutscher Sprache. Herausgegeben und mit Anmerkungen versehen. (Mainz, 1881).

Kleinere Schriften (Auswahl)
- Die barmherzigen Schwestern, eine Darstellung ihrer Gründung, Verbreitung, Einrichtung und Wirksamkeit. (Mainz, 1842).
- Der Informativ-Prozess. Eine kirchenrechtliche Erörterung. (Mainz, 1850).
- Die katholischen Pfarrschulen in der Stadt Mainz. (Mainz, 1863).
- Das Verbot der Ehen zwischen nahen Verwandten. Beleuchtung der Gründe dieses Verbotes. (Mainz, 1863).
- Die Handwerkerfrage. (Mainz, 1864). Eine Rede gehalten im Landtag zu Darmstadt, veröffentlicht mit Anmerkungen.
- Die Kirche und die Versammlung katholischer Gelehrter. (Mainz, 1864), eine Antwort auf Friedrich Michelis Kirche oder Partei.
- Kardinal Wiseman und seine Verdienste um die Wissenschaft und die Kirche. (Mainz, 1865).
- Der Kampf um Rom und seine Folgen für Italien und die Welt. (Mainz, 1868).
- Carl August, Kardinal von Reisach. In "Katholic", 1870, I, 129-50.
- Der besondere Schutz Gottes über Papst Pius IX. (Mainz, 1871).
- Aktenstücke betreffend die Jesuiten in Deutschland. Gesammelt und mit Erläuterungen versehen. (Mainz, 1872).